# Hybomys trivirgatus
Hybomys trivirgatus es una especie de roedor de la familia Muridae.

## Distribución geográfica
Se encuentra en Costa de Marfil, Ghana, Guinea, Liberia, Nigeria y Sierra Leona.

## Hábitat
Su hábitat natural es: subtropical o tropical bosques húmedos de tierras bajas. 

## Estado de conservación
Se encuentra amenazada por la pérdida de su hábitat natural.